# Lijst van nummer 1-hits in de Nederlandse Single Top 100 in 1992
Deze hits stonden in 1992 op nummer 1 in de Nationale Hitparade, de voorloper van de huidige Nederlandse Single Top 100.
| Nummer | Datum        | Artiest                                         | Titel                                               |
| ------ | ------------ | ----------------------------------------------- | --------------------------------------------------- |
| 114    | 4 januari    | Queen                                           | Bohemian rhapsody / These are the days of our lives |
|        | 11 januari   | Queen                                           | Bohemian rhapsody / These are the days of our lives |
| 369    | 18 januari   | George Michael & Elton John                     | Don't let the sun go down on me                     |
|        | 25 januari   | George Michael & Elton John                     | Don't let the sun go down on me                     |
|        | 1 februari   | George Michael & Elton John                     | Don't let the sun go down on me                     |
|        | 8 februari   | George Michael & Elton John                     | Don't let the sun go down on me                     |
|        | 15 februari  | George Michael & Elton John                     | Don't let the sun go down on me                     |
| 370    | 22 februari  | Fortuna & Satenig                               | O fortuna                                           |
|        | 29 februari  | Fortuna & Satenig                               | O fortuna                                           |
| 371    | 7 maart      | Genesis                                         | I can't dance                                       |
|        | 14 maart     | Genesis                                         | I can't dance                                       |
| 372    | 21 maart     | 2 Unlimited                                     | Twilight zone                                       |
|        | 28 maart     | 2 Unlimited                                     | Twilight zone                                       |
| 373    | 4 april      | Red Hot Chili Peppers                           | Under the bridge                                    |
|        | 11 april     | Red Hot Chili Peppers                           | Under the bridge                                    |
|        | 18 april     | Red Hot Chili Peppers                           | Under the bridge                                    |
| 374    | 25 april     | Mr. Big                                         | To be with you                                      |
|        | 2 mei        | Mr. Big                                         | To be with you                                      |
| 375    | 9 mei        | Double You                                      | Please don't go                                     |
|        | 16 mei       | Double You                                      | Please don't go                                     |
|        | 23 mei       | Double You                                      | Please don't go                                     |
|        | 30 mei       | Double You                                      | Please don't go                                     |
|        | 6 juni       | Double You                                      | Please don't go                                     |
| 376    | 13 juni      | Snap!                                           | Rhythm is a dancer                                  |
|        | 20 juni      | Snap!                                           | Rhythm is a dancer                                  |
| 377    | 27 juni      | Guns N' Roses                                   | Knockin' on heaven's door                           |
|        | 4 juli       | Guns N' Roses                                   | Knockin' on heaven's door                           |
|        | 11 juli      | Guns N' Roses                                   | Knockin' on heaven's door                           |
|        | 18 juli      | Guns N' Roses                                   | Knockin' on heaven's door                           |
| 378    | 25 juli      | Mariah Carey                                    | I'll be there (Unplugged)                           |
|        | 1 augustus   | Mariah Carey                                    | I'll be there (Unplugged)                           |
|        | 8 augustus   | Mariah Carey                                    | I'll be there (Unplugged)                           |
| 379    | 15 augustus  | Dr. Alban                                       | It's my life                                        |
|        | 22 augustus  | Dr. Alban                                       | It's my life                                        |
|        | 29 augustus  | Dr. Alban                                       | It's my life                                        |
|        | 5 september  | Dr. Alban                                       | It's my life                                        |
|        | 12 september | Dr. Alban                                       | It's my life                                        |
| 380    | 19 september | Lionel Richie                                   | My Destiny                                          |
|        | 26 september | Lionel Richie                                   | My Destiny                                          |
| 381    | 3 oktober    | Brian May                                       | Too much love will kill you                         |
|        | 10 oktober   | Brian May                                       | Too much love will kill you                         |
| 382    | 17 oktober   | Inner Circle                                    | Sweat (A La La La La Long)                          |
|        | 24 oktober   | Inner Circle                                    | Sweat (A la la la la long)                          |
|        | 31 oktober   | Inner Circle                                    | Sweat (A la la la la long)                          |
|        | 7 november   | Inner Circle                                    | Sweat (A la la la la long)                          |
| 383    | 14 november  | Boyz II Men                                     | End of the road                                     |
|        | 21 november  | Boyz II Men                                     | End of the road                                     |
|        | 28 november  | Boyz II Men                                     | End of the road                                     |
| 384    | 5 december   | Paul de Leeuw & Willeke Alberti / Paul de Leeuw | Gebabbel / Vlieg met me mee (live)                  |
|        | 12 december  | Paul de Leeuw & Willeke Alberti / Paul de Leeuw | Gebabbel / Vlieg met me mee (live)                  |
|        | 19 december  | Paul de Leeuw & Willeke Alberti / Paul de Leeuw | Gebabbel / Vlieg met me mee (live)                  |
|        | 26 december  | Geen Nationale Hitparade verschenen             | Geen Nationale Hitparade verschenen                 |